# Рамаданський намет
Рамаданський намет — тимчасова споруда, яку встановлюють протягом місяця Рамадан, де люди збираються на іфтар. Вони поширені на Близькому Сході і їх можна знайти в багатьох країнах, де проживають мусульманські громади. Рамаданські намети є місцем, де люди можуть зустрітися з друзями та сім'єю після закінчення щоденного посту на заході сонця. Люди збираються там, щоб поїсти іфтар, випити чаю та покурити кальян. Рамаданські намети традиційно є сімейною або сусідською справою на Близькому Сході. У 2008 році йорданський журналіст так описав типовий намет Рамадану::66
Під пухнастою барвистою стелею великого намету можна пригощати себе і друзів різними видами солодощів, розважатися і відволікатися до самого ранку, граючи партію за партією в карти. Музичний гурт із солісткою може зіграти класичні твори арабської музики. ... Офіціанти одягнені в спеціальне вбрання ХІХ або XVIII століття з червоним циліндричним капелюхом, більш відомим як «тарбуш». Вони пропонують вам, окрім дуже популярної «аргели», багатий асортимент дрібних закусок.— Салім Аюб Куна
В останні роки ресторани та готелі почали розміщувати на Рамадан намети, щоб залучити клієнтів. Більшість розкішних готелів (4- або 5-зіркових) в Йорданії, ОАЕ та інших країнах встановлюють рамаданські намети. Ці комерційні намети зазвичай стягують плату за вхід від 10 до 15 доларів,:63 хоча дорожчі в хороших готелях можуть коштувати 36 доларів або більше. У більш елітних наметах Рамадан також часто є музика або інші розваги. Висококомерційний і матеріалістичний характер цих наметів Рамадану змусив багатьох людей на Близькому Сході критикувати їх за здешевлення свята і, зокрема, за те, що вони асоціювали «корпоративний матеріалізм з мораллю».:63, 66-7 Однак деякі не поділяють цю негативну думку про рамаданські намети; вищезгаданий йорданський журналіст пише, що::66
Можливо, намет - це символ відкритого простору і свободи пересування, яких позбавлений наш сучасний спосіб життя в місті... Життя в мирі, спокої та близькості до природи допомагає відчути себе ближчим до Бога та релігії, а оскільки мені не вистачає цих речей у моєму реальному житті, перебування тут, під цим наметом, відновлює частину жорсткого дисбалансу.— Салім Аюб Куна

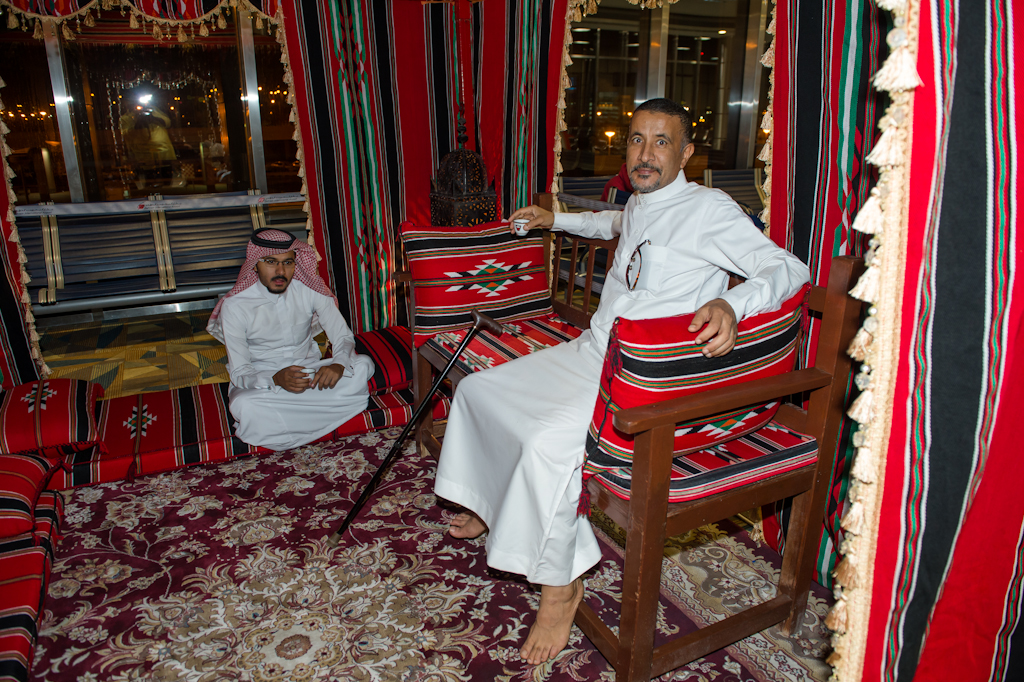
Невеликий намет Рамадану всередині міжнародного аеропорту Бахрейну

На відміну від цього матеріалізму, деякі благодійні організації та окремі особи розміщують безкоштовні намети для Рамадану, які відкриті для незнайомців, особливо бідних і тих, кому на іфтар інакше нікуди піти. Ці благодійні рамаданські намети зустрічаються рідше, ніж розкішні комерційні намети, хоча їх можна знайти в країнах з мусульманським населенням по всьому світу. Одна з таких організацій, Ramadan Tent Project (RTP), проводить безкоштовні вечері іфтар у відкритих рамаданських наметах, які обслуговують понад 50 000 людей на чотирьох континентах. Ці відкриті намети функціонують з моменту заснування RTP у 2011 році аспірантом Школи східних і африканських досліджень (SOAS) у Лондоні. Намети для відкритої вечері іфтару доступні для людей усіх віросповідань.

## Історія
Рамаданський намет — традиція відносно недавня, і не має витоків у початковій історії свята або не походить із давніх традицій свята. Вважається, що рамаданські намети походять від єгипетських «сарадеків» — наметів, які встановлювали в Каїрі, щоб люди висловлювали свої співчуття. З часом організації та торговці почали використовувати ці сарадеки. Сарадек став місцем надання їжі та притулку нужденним, особливо в зимові місяці. Це стало початком його переходу до того, щоб стати добре відомим сьогодні наметом Рамадан. Невдовзі сарадек об'єднався з існуючими раніше традиціями арабської гостинності та розкішних вечерь іфтар, щоб створити сучасний намет Рамадану. Однак рамаданські намети стали популярними в Леванті лише після закінчення громадянської війни в Лівані в 1990 році, коли їх представив Лівану відомий бізнесмен із родини Таббара. Оскільки рамаданські намети є нещодавньою традицією, певними сектами сунітського ісламу, такими як салафізм вони вважаються біда (араб. بدعة , інновація чи єресь).